# Golda Maria
Pour plus de détails, voir Fiche technique et Distribution.
Golda Maria est un film français réalisé par Patrick Sobelman et Hugo Sobelman, sorti en 2020.

## Synopsis
Rescapée de la Shoah, Golda Maria Tondovska, née en Pologne en 1910, évoque en 1994 sa vie en Allemagne puis en France où elle s'est réfugiée, son arrestation et sa déportation dans plusieurs camps de concentration nazis.
Le documentaire a un dispositif léger, soit un plan fixe avec l'entretien de Golda Maria et quelques images d'archives. La conversation est menée par son petit-fils  Patrick Sobelman, qui envisagea un temps de donner le film au Mémorial de la Shoah avant que son propre fils, Hugo, le convainc d'en faire une réalisation. 

## Fiche technique
- Titre : Golda Maria
- Réalisation : Patrick Sobelman et Hugo Sobelman
- Montage son et mixage : Najib El Yafi
- Montage : Hugo Sobelman
- Sociétés de production : Ex Nihilo - Gogogofilms
- Société de distribution : Ad Vitam
- Pays de production :  France
- Durée : 115 minutes
- Dates de sortie : 
  - Allemagne : septembre 2020 (présentation à la Berlinale)
  - France : 9 février 2022

## Sélection
- Berlinale 2020, section Berlinale Special[2]